# NGC 1357
NGC 1357 (również PGC 13166) – galaktyka spiralna (Sab), znajdująca się w gwiazdozbiorze Erydanu. Odkrył ją William Herschel 1 lutego 1785 roku.